# Mar Jakub I
Mar Jakub I (właściwie Yaʿqob) był jednym z legendarnych zwierzchników Kościoła Wschodu. Według tradycji pochodził z rodziny Świętego Józefa, męża Marii z Nazaretu. Miał sprawować urząd biskupi około 190 roku.
Mimo iż część uczonych, na przykład J. M. Fiey, jeden z najwybitniejszych znawców dziejów Kościoła Wschodu, podaje w wątpliwość jego istnienie to nadal jest on umieszczany na liście patriarchów. Fiey twierdzi że postać Mar Jakuba, biskupa Seleucji- Ktezyfonu, została wymyślona w VI wieku w celu zapełnienia luki między legendarnym Marim, uznawanym za ojca kościoła perskiego a Mar Papą bar Gaggią, pierwszym historycznie potwierdzonym biskupem Seleucji- Ktezyfonu.

## Życie
XII wieczna historia kościelna autorstwa nestoriańskiego pisarza Mariego mówi o nim:

Jakub, Żyd z rodziny Józefa, męża Maryi, został wysłany [tu] z Jerozolimy po tym jak, z powodu swojej skromności, odmówił objęcia ważnej godności kościelnej. Gdy jednak już ją objął, okazało się, że swoje powinności wypełniał wspaniale. Obdarzono go wszystkimi uprawnieniami kapłańskimi a powierzonym mu kościołem zarządzał bardzo dobrze. Był on ostrożnym człowiekiem o wielkiej moralności, poświęcał się modlitwie i postom. Wybierał tylko takich biskupów którzy dorównywali mu w cnotach, dzięki czemu ich działalność nigdy go nie zawodziła. Za jego pontyfikatu rozkwitło perskie drugie imperium, wybudowano miasto Ardaszir, nazwane tak na cześć króla a filozof Porfiriusz publikował swoje pisma przeciwko chrześcijanom. Jakub po osiemnastu latach i sześciu miesiącach pełnienia swych obowiązków zmarł i został pochowany w Al-Mada'in.

Fragment Kroniki Bar Hebraeusa:

Po Mar Abrahamie, Jakub. Również i on pochodził z rodziny Józefa, męża Maryi. Został wybrany i konsekrowany w Jerozolimie po czym wysłano go na wschód. Wybrał życie w ubóstwie i ascezie. Po osiemnastu latach pełnienia swej posługi zmarł i został pochowany w Seleucji. Za jego pontyfikatu żył Porfiriusz Sycylijczyk, który w swych pismach atakował prawdy głoszone przez kościół.